# تناکی اسپرینگز (آلاسکا)
تناکی اسپرینگز (به انگلیسی: Tenakee Springs) شهری در ناحیه هوناه-آنگون ایالت آلاسکا است که جمعیت آن در سرشماری سال ۲۰۰۰ میلادی ۱۰۴ نفر بوده‌است.